# یوکی ساکای (بازیکن فوتبال، زاده ۱۹۸۵)
یوکی ساکای (ژاپنی: 酒井 悠基؛ زادهٔ ۲۸ ژوئن ۱۹۸۵) یک بازیکن فوتبال اهل ژاپن است.
از باشگاه‌هایی که در آن بازی کرده‌است می‌توان به باشگاه فوتبال آلبیرکس نیگاتا اشاره کرد.